# Asociación Europea de Comercio Exterior
La Confederación Europea de Asociaciones de Comercio Internacional (CITHA) es grupo de presión centrado en el comercio exterior europeo, con sede en Bruselas. Representa los intereses de la industria en la Unión Europea ante los políticos, las autoridades, los medios de comunicación y la sociedad civil. Sus miembros son asociaciones líderes y paraguas de empresas de comercio exterior de varios países europeos. Esta asociación representa a unas 350.000 empresas. El sector está formado  por medianas empresas y empresas familiares. La asociación está registrada como organización no gubernamental (ONG) en Bruselas y reconocida como tal por la Comisión Europea, el Fondo Monetario Internacional (FMI), el Banco Mundial, la OCDE, la Organización Mundial del Comercio (OMC) y la Conferencia de las Naciones Unidas sobre Comercio y Desarrollo (UNCTAD).

## Historia
En 1956, un pequeño grupo de emprendedores de negocios escandinavos comenzó a reunirse regularmente. En este llamado “Club de Estocolmo” se intercambiaban opiniones sobre sus actividades de comercio exterior y los retos con gobiernos extranjeros. Poco después,  empresarios alemanes y holandeses también se unieron a este club. En 1971 se fundó la asociación CITHA como organización paraguas de sus entonces diez asociaciones nacionales miembros.

## Organización
La asociación está dirigida por una junta directiva con un presidente. Desde 2017, el empresario alemán Jan Krückemeyer es el presidente de la asociación. Sucede así a Hans-Jürgen Müller, que ocupó este cargo de 2010 a 2016. El vicepresidente es el empresario español Antonio Bonet. La gestión de los asuntos operativos corre a cargo del secretario general, Gregor Wolf. La secretaría corre a cargo de la Asociación Federal de Comercio Exterior Alemán (BDEx). La oficina de la asociación se encuentra en Bruselas (Avenue des Nerviens 85, 3ª planta, B-1040).

## Miembros
Los miembros de la Asociación Europea de Comercio Exterior CITHA son
- Asociación Federal de Comercio Exterior de Alemania e.V. (BDEx)

- Asociación Federal de Comercio Mayorista, Exterior y de Servicios e.V. (BGA)

- Asociación Francesa de Comercio Mayorista y de Exportación (CGI)

- Trade Switzerland

- Asociación Internacional del Comercio del Acero (ISTA)

- Asociación Italiana de Comercio Exterior (AICE)

- Asociación Austriaca de Minoristas (AUSTRIAN RETAIL ASSOCIATION)

- Club de Exportadores e Inversores Españoles[7]